# Vasateatern

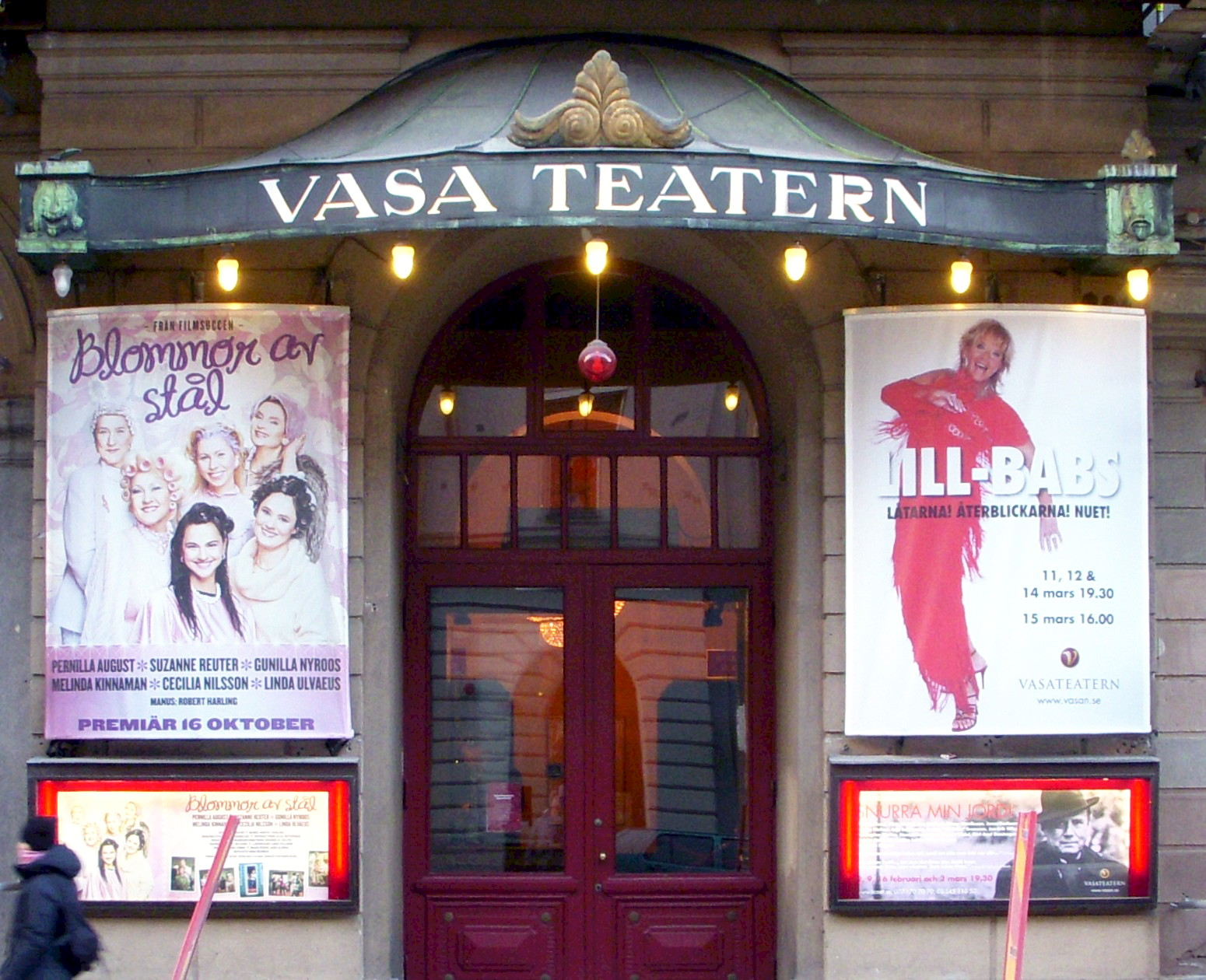
Eingang des Vasateatern, 2009

Das Vasateatern (deutsch: Vasa-Theater) ist ein privates Theater im zentralen Stockholm, das seit 1886 existiert. Der Schwerpunkt der Aufführungen lag anfangs auf Operetten und später auf Komödien.
2010 wurde das Theater zum Umbau des Gebäudes in ein Hotel geschlossen. Als kulturhistorisch wertvolles Gebäude blieb der Saal des Vasateatern erhalten und wurde 2016 als Bestandteil des Hotels wiedereröffnet.

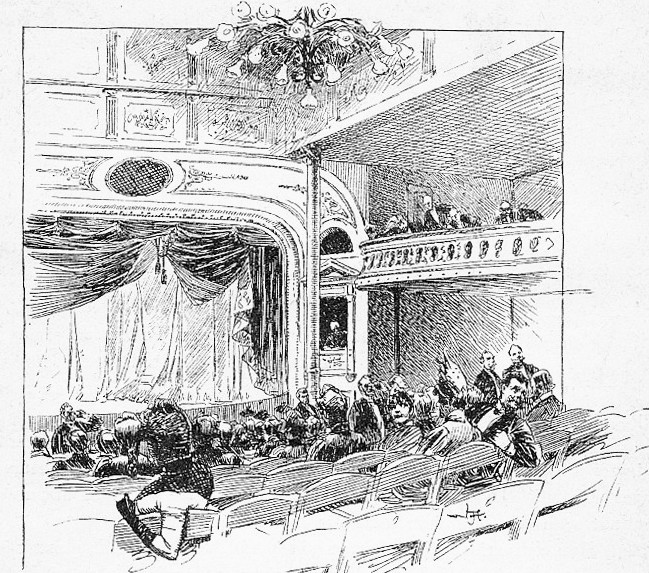
Zeichnung des Theatersaals, 1889

Zu den ersten ab 1886 aufgeführten Stücken zählen die Operetten Daphnis und Chloe von Jacques Offenbach, Boccaccio von Franz von Suppè und Der Bettelstudent von Carl Millöcker. Von allen drei genannten Komponisten wurden in den Folgejahren zahlreiche weitere Werke aufgeführt, Offenbach war in den ersten sieben Jahren sogar mit sechzehn Premieren vertreten. Auch das Ballett Die Puppenfee des Komponisten Josef Bayer war ab 1893 im Programm.
Die am häufigsten gespielten Inszenierungen waren die romantische Komödie Die Kaktusblüte in einer Bearbeitung von Pierre Barillet und Jean-Pierre Grédy, Premiere 1966 mit 458 Vorstellungen und der Schwank Die spanische Fliege von Arnold und Bach, Premiere 1981 mit 438 Vorstellungen. Die Farce Charleys Tante von Brandon Thomas wurde dreimal mit Premieren in den Jahren 1940, 1977 und 1989 inszeniert.
Die damals in Deutschland noch unbekannte Zarah Leander trat hier 1930 in der Revue „Stockholm blir Stockholm“ auf. Max Hansen trat zwischen 1935 und 1949 hier auf und war auch mehrmals Regisseur. Karl Gerhard war als Regisseur und Schauspieler ab 1930 dabei, seine letzte Premiere hatte er kurz vor seinem Tod 1964. Oskar Textorius war Schauspieler und der Regisseur fast aller Premieren im Zeitraum von 1926 bis 1930, seine Frau Ester Textorius Schauspielerin von 1911 bis 1941. Weitere Schauspieler waren Sven Wollter mit Premierendaten von 1964 bis 1966, Gunnar Björnstrand von 1952 bis 1973, Lasse Berghagen von 1979 bis 1981 und Siw Malmkvist 1974. Maj-Britt Nilsson gehörte zum Ensemble von 1952 bis 1986, Barbro Hiort af Ornäs von 1948 bis 1952.
Die Liste aller Inszenierungen von 1886 bis 2010 wird nach der Leitung des Hauses unterteilt in die Zeiträume
- 1886–1887 Johan August Berndt
- 1887–1889 Anna Norrie, Wilhelm Kloed und Mauritz Gründer
- 1889–1893 August Warberg und Emil Strömberg
- 1893–1895 August Warberg
- 1895–1926 Albert Ranft
- 1926–1928 Operettaktiebolaget
- 1929–1930 Franz Engelke
- 1931–1935 Gösta Ekman
- 1935–1936 Per Lindberg und Harry Roeck Hansen
- 1936–1952 Martha Lundholm
- 1952–1984 Per Gerhard
- 1984–1998 Sandrews
- 1998–2003 Kungliga Operan
- 2003–2004 Ulf Larsson & Åke Malmros
- 2004–2010 Egerbladh & Villman, Mitbesitzer war Krister Henriksson

Koordinaten: 59° 20′ 2,2″ N, 18° 3′ 21,9″ O